# Le Goût Rothschild

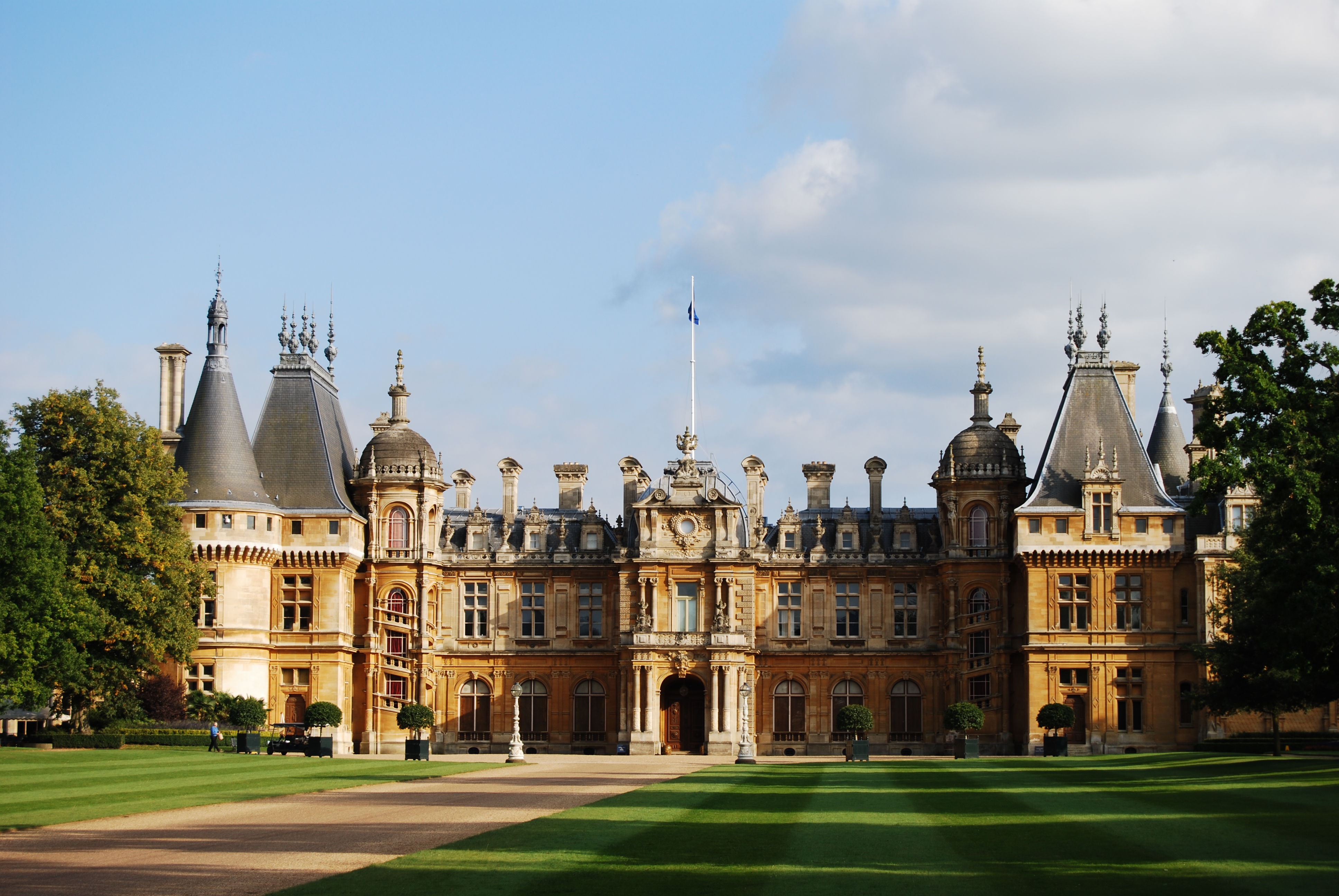
Waddesdon Manor in England. 1874–1889 für Baron Ferdinand von Rothschild erbaut.

Als „Le Goût Rothschild“, „Der Rothschild-Geschmack“, bezeichnet man vor allem in Frankreich einen sich im 19. Jahrhundert zu entwickeln beginnenden opulenten und glamourösen Einrichtungs- und Lebensstil, welcher durch die gleichnamige Bankiers-Dynastie, die Familie Rothschild, begründet wurde.

## Merkmale
Die dekorativen Einrichtungselemente des „Goût Rothschild“ zeichnen sich durch die Verwendung edelster stofflicher Materialien aus wie Samt, Seide, Damast oder Brokat. Dazu kommen reichlich Blattgold, üppiger Stuck und edle Hölzer, welche zu wahren Meisterwerken der Täfelung und der Parkettboden-Kunst verarbeitet werden. In Sachen Mobiliar und weiterer Einrichtungsgegenstände orientiert sich der „Goût Rothschild“ vorwiegend an den Herrscherjahren der französischen Könige Louis XIV., Louis XV. und Louis XVI. Die Rothschilds kauften das Beste aus diesen Epochen, was damals auf dem Markt zu haben war. Und nicht so lange nach der Französischen Revolution, waren einige der besten Stücke überhaupt auf dem Markt. So stehen noch heute zahlreiche vor allem französische Antiquitäten mit königlicher Provenienz in den Villen und Schlössern der Rothschilds, so u. a. auch aus dem Schloss Versailles. Bei der Architektur galt das Interesse der Rothschilds vor allem der Renaissance.

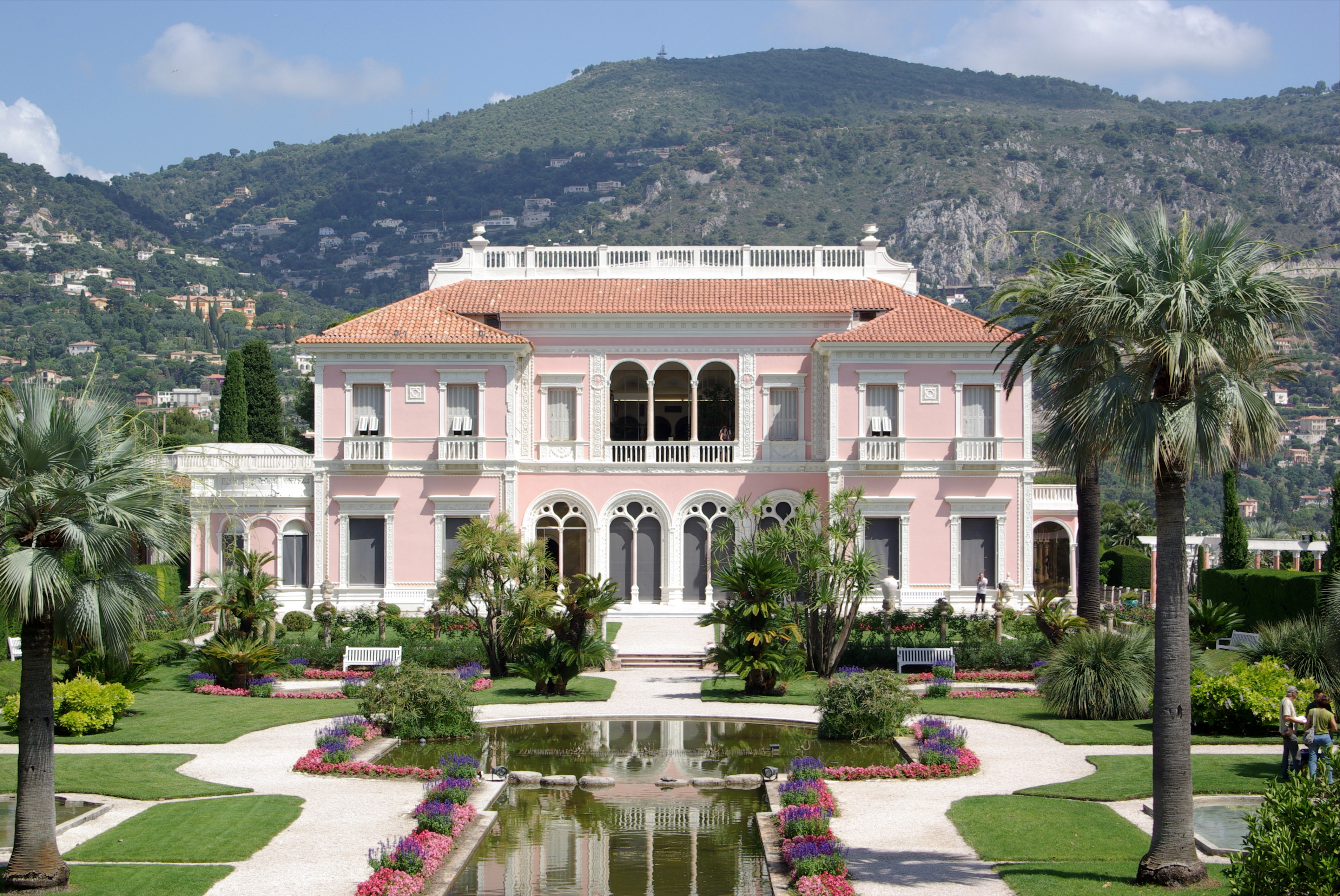
Villa Ephrussi de Rothschild auf der Halbinsel Cap Ferrat in Saint-Jean-Cap-Ferrat in Frankreich. 1907–1912 für Béatrice de Rothschild erbaut.

Es ist dem englischen Zweig der Rothschild-Dynastie zu verdanken, dass heute mit „Waddesdon Manor“ ein Schloss im Stile der Loire-Schlösser in England steht. Nicht selten kauften die Rothschilds auch originale Architekturelemente aus Schlössern und Palästen um sie in ihren eigenen Villen und Schlössern wieder einzubauen. Großartige Beispiele hierfür sind das Schloss Mentmore Towers in England, das Schloss Ferrières sowie die Villa Ephrussi de Rothschild in Saint-Jean-Cap-Ferrat, welche für Béatrice de Rothschild erbaut wurde.
Yves Saint Laurent und sein Partner Pierre Bergé waren vom „Blauen Salon“ des Schlosses Ferrières sehr beeindruckt. Der „Blaue Salon“ galt ihnen als Vorbild für die Einrichtung ihrer eigenen Liegenschaften.

## Verbreitung

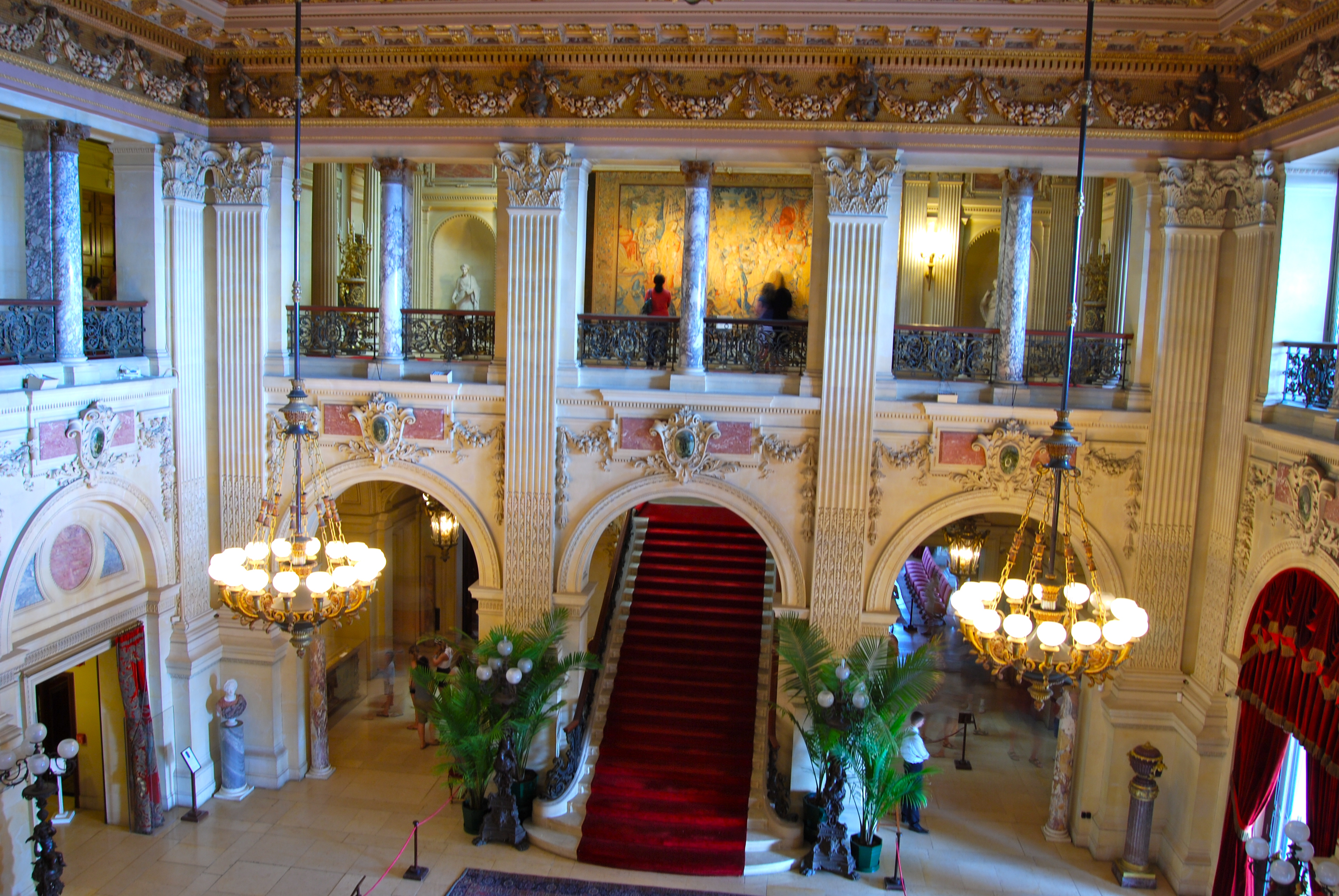
Die Große Halle in The Breakers, Newport. Gebaut zwischen 1893 und 1895

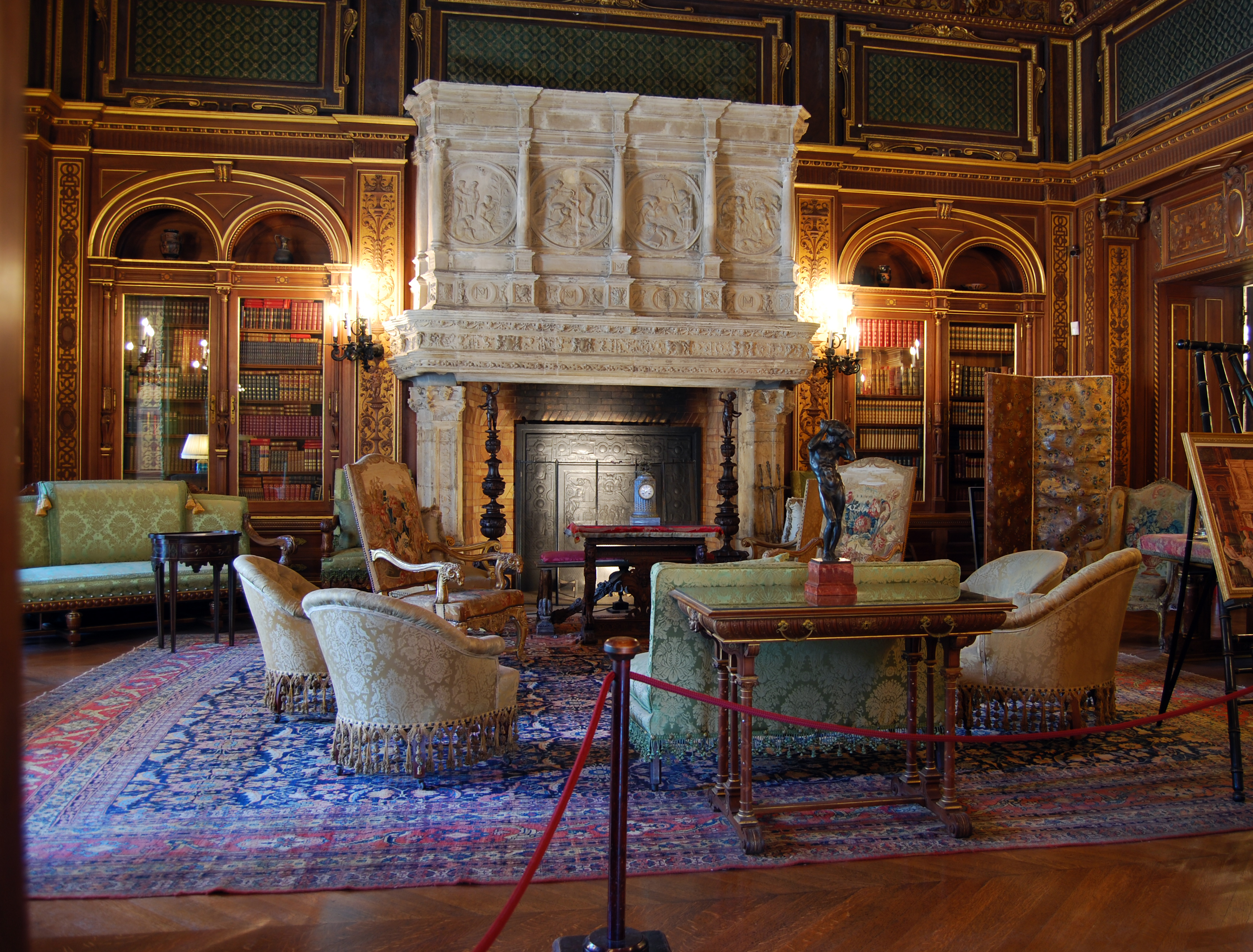
Die Bibliothek in „The Breakers“

Der „Goût Rothschild“ war bis in die 1920er Jahre und in einer reduzierteren Form bis in die Mitte des 20. Jahrhunderts stilbildend. Er war der bevorzugte Einrichtungsstil der neu zu Reichtum gekommenen Eliten in Europa und den USA. So haben sich auch die im 19. Jahrhundert zu immensem Wohlstand gekommenen US-amerikanischen Familien Vanderbilt, Astor und andere am „Goût Rothschild“ orientiert. Auch sie kauften ganze Einrichtungen inklusive Böden, Wandverkleidungen und Stuckdecken europäischer Schlösser und Paläste und ließen diese in ihre Residenzen in New York und Newport wie The Breakers, Marble House oder Rosecliff einbauen. Die Residenzen Marble House und Rosecliff waren Drehorte für den Film Der große Gatsby mit Robert Redford und Mia Farrow. Im Haus von Gertrude Vanderbilt Whitney an der Fifth Avenue Nr. 871, hatte der Architekt Stanford White einen 20 Meter langen Ballsaal eines französischen Schlosses eingebaut, welches einst einem Höfling Ludwig XIV. gehört hatte. Die Eingangshalle war dekoriert mit einem immensen Kamin, welcher aus einem französischen Schloss stammte. Daneben hingen Tapisserien mit königlicher Provenienz, welche die Monogramme von Heinrich II. und Diane de Poitiers trugen.
Das ehemals in Paris beheimatete Unternehmen für Innenarchitektur, Maison Jansen, kam dem Einrichtungsstil des „Goût Rothschild“ nahe, jedoch in weniger opulenter Ausführung. Zu den Kunden des Maison Jansen gehörten u. a. die Administration von John F. Kennedy, für welche sie das Weiße Haus neu dekoriert haben sowie der Herzog von Windsor und Wallis Simpson, die spätere Herzogin von Windsor, deren Haus in Paris das Unternehmen eingerichtet hatte.
In Europa fand der „Goût Rothschild“ vor allem in Frankreich und Großbritannien Verbreitung.